# Chlorostrymon jajo
Chlorostrymon jajo är en fjärilsart som beskrevs av Comstock och Huntington 1943. Chlorostrymon jajo ingår i släktet Chlorostrymon och familjen juvelvingar. Inga underarter finns listade i Catalogue of Life.